# دهستان دورود فرامان
دهستان دورود فرامان نام دهستانی در بخش مرکزی شهرستان کرمانشاه، استان کرمانشاه در ایران است. بر اساس سرشماری مرکز آمار ایران در سال ۱۳۹۵، جمعیت آن ۲۴،۱۶۵ نفر (۶،۱۸۳ خانوار) بوده‌است.